# Houria Niati
Houria Niati (née en 1948 à Khemis Miliana, Algérie) est une artiste contemporaine algérienne vivant à Londres.
Utilisant les techniques mixtes, Niati critique au travers de ses installations les représentations occidentales des cultures et des peuples non Occidentaux. Parmi ses œuvres, on peut noter l'utilisation des courants musicaux algériens les plus traditionnels comme le Raï, en tant que représentation visuelle clé de la patrie et de la culture de Niati. Salah M. Hassan décrit ainsi ces représentations : « Elle utilise des synthétiseurs, des enregistrements sonores, et des effets de lumière pour créer une atmosphère théâtrale et un environnement dynamique et magique mélant sons, mouvements du corps et couleurs ». Les installations et expositions de Niati mixent également peintures, sculptures, dessins, photos, musiques de films et spectacles.

## Biographie
Houria Niati a grandi en Algérie. À l'âge de douze ans, elle lutte contre le colonialisme français en réalisant un graffiti anti-colonial qui lui vaut la prison. Ses expériences avec l'occupation française et de la révolution du peuple algérien ont beaucoup influencé son art.
Elle s'installe à Londres à la fin des années 1970 et y observe l'Art occidental qui dépeint le peuple algérien, en particulier les femmes, de manière romancée et exotique. Ce constat influence ses propres représentations de la culture post-coloniale, des nations et des peuples. Elle suit des cours au Camden Arts Centre et au Croydon College of Art.

## Expositions
- 1983 : Five Black Women (Cinq femmes noires), Africa Centre, London (en).
- 1990 : No to the Torture (Non à la Torture), exposé pour la première fois au Cartwright Hall (en).
- 1991 : Bringing Water from the Fountain (Apporter l'Eau de la Fontaine), exposé pour la première fois au Harris Museum (en).
- 2013 : Houria Niati: Identity Search (Houria Niati : Recherche d'Identité), Conway Hall Ethical Society, Londres, Royaume-Uni[5].